# Dokumentacja programu
Dokumentacja programu – ogół dokumentacji technicznej i dokumentacji użytkownika stworzonej dla określonego programu komputerowego przez jego twórców.
W jej skład wchodzą:
- dokumentacja użytkownika to opis programu przeznaczony dla jego użytkownika. Składają się na nią np. pliki pomocy, ogólne informacje o programie i jego sposobie obsługi.
- dokumentacja techniczna jest przeznaczona dla osób, które mogą potrzebować modyfikować program. Zawiera dokładny opis metody działania programu, algorytmów w nim zastosowanych, rozmieszczenia i sposobu działania poszczególnych komponentów itp. Ze względu na swoją naturę jest ona przeznaczona dla programistów, a dla zwykłego użytkownika właściwie niezrozumiała.

Tradycyjnie pisanie dokumentacji jest czynnością wykonywaną przez programistów niechętnie, stąd powstają systemy automatycznego generowania dokumentacji technicznej wprost z kodu źródłowego, np. doxygen.
Dokumentacja programu powinna w swojej podstawie zawierać dokumenty piśmiennicze (w języku naturalnym, w formie zrozumiałej dla człowieka, z ang. human-readable), choć w zależności od wymagań i rodzaju dokumentacji wskazane może być posiłkowanie się dokumentami niepiśmienniczymi, takimi jak fragmenty kodów źródłowych, wykresy, graficzne reprezentacje algorytmów, zdjęcia interfejsu użytkownika, diagramy przepływu, opisy UML czy XML).
Również użytkownicy niechętnie korzystają z dokumentacji – przypomina o tym stosowany w odpowiedzi na niektóre (zwłaszcza banalne) pytania skrót RTFM.